# Winnica (powiat koniński)
Winnica – wieś w Polsce położona w województwie wielkopolskim, w powiecie konińskim, w gminie Kramsk. Należy do sołectwa Wielany.
W latach 1975–1998 miejscowość należała administracyjnie do województwa konińskiego.